# Kolarstwo na Igrzyskach Azjatyckich 2010
Kolarstwo na Igrzyskach Azjatyckich 2010 odbywało się na arenach w Kantonie w dniach 13-23 listopada 2010 roku. Ponad dwieście zawodników obojga płci rywalizowało w osiemnastu konkurencjach w czterech dyscyplinach. W klasyfikacji medalowej zwyciężyli reprezentanci gospodarzy, którzy zdobyli 19 medali, w tym: 7 złotych, 4 srebrne i 8 brązowych.

## Podsumowanie

### Klasyfikacja medalowa
| Miejsce | państwo          | Złoto | Srebro | Brąz | Razem |
| ------- | ---------------- | ----- | ------ | ---- | ----- |
| 1       | Chiny            | 7     | 4      | 8    | 19    |
| 2       | Hongkong         | 4     | 4      | 1    | 9     |
| 3       | Korea Południowa | 4     | 1      | 0    | 5     |
| 4       | Malezja          | 1     | 1      | 0    | 2     |
| 5       | Chińskie Tajpej  | 1     | 0      | 1    | 2     |
| 6       | Uzbekistan       | 1     | 0      | 0    | 1     |
| 7       | Japonia          | 0     | 6      | 3    | 9     |
| 8       | Indonezja        | 0     | 1      | 0    | 1     |
| =       | Kirgistan        | 0     | 1      | 0    | 1     |
| 10      | Iran             | 0     | 0      | 3    | 3     |
| 11      | Tajlandia        | 0     | 0      | 2    | 2     |
| Razem   | Razem            | 18    | 18     | 18   | 54    |

### Medaliści
BMX
| Konkurencja | 1. miejsce  | 2. miejsce       | 3. miejsce      |
| ----------- | ----------- | ---------------- | --------------- |
| Mężczyźni   | Steven Wong | Akifumi Sakamoto | Masahiro Sampei |
| Kobiety     | Ma Liyun    | Ayaka Miwa       | Yue Cong        |

Kolarstwo górskie
| Konkurencja            | 1. miejsce     | 2. miejsce     | 3. miejsce    |
| ---------------------- | -------------- | -------------- | ------------- |
| Cross-country mężczyzn | Chan Chun Hing | Kohei Yamamoto | Duan Zhiqiang |
| Cross-country kobiet   | Ren Chengyuan  | Shi Qinglan    | Rie Katayama  |

Kolarstwo szosowe
| Konkurencja                | 1. miejsce      | 2. miejsce        | 3. miejsce        |
| Mężczyźni                  | Mężczyźni       | Mężczyźni         | Mężczyźni         |
| -------------------------- | --------------- | ----------------- | ----------------- |
| Wyścig ze startu wspólnego | Wong Kam Po     | Takashi Miyazawa  | Zou Rongxi        |
| Jazda indywidualna na czas | Choe Hyeong-min | Eugen Wacker      | Hosejn Askari     |
| Kobiety                    |                 |                   |                   |
| Wyścig ze startu wspólnego | Hsiao Mei-yu    | Santia Tri Kusuma | Zhao Na           |
| Jazda indywidualna na czas | Lee Min-hye     | Jiang Fan         | Chanpeng Nontasin |

Kolarstwo torowe
| Konkurencja                     | 1. miejsce                                                                    | 2. miejsce                                                               | 3. miejsce                                                          |
| Mężczyźni                       | Mężczyźni                                                                     | Mężczyźni                                                                | Mężczyźni                                                           |
| ------------------------------- | ----------------------------------------------------------------------------- | ------------------------------------------------------------------------ | ------------------------------------------------------------------- |
| Sprint                          | Zhang Lei                                                                     | Tsubasa Kitatsuru                                                        | Yudai Nitta                                                         |
| Sprint drużynowy                | Chiny · Zhang Lei · Zhang Miao · Cheng Changsong                              | Japonia · Kazunari Watanabe · Yudai Nitta · Kazuya Narita                | Iran · Farszid Farsineżadian · Mahmud Parasz · Hassan Ali Warposzti |
| Keirin                          | Azizulhasni Awang                                                             | Josiah Ng                                                                | Zhang Miao                                                          |
| Wyścig punktowy                 | Vladimir Tuychiev                                                             | Wong Kam Po                                                              | Mehdi Sohrabi                                                       |
| Wyścig na dochodzenie           | Jang Sun-jae                                                                  | Cheung King Lok                                                          | Li Wei                                                              |
| Wyścig drużynowy na dochodzenie | Korea Południowa · Cho Ho-sung · Hwang In-hyeok · Jang Sun-jae · Park Seon-ho | Hongkong · Cheung King Lok · Cheung King Wai · Choi Ki Ho · Kwok Ho Ting | Chiny · Jiang Xiao · Li Wei · Wang Mingwei · Wang Jie               |
| Kobiety                         |                                                                               |                                                                          |                                                                     |
| Sprint                          | Guo Shuang                                                                    | Lin Junhong                                                              | Lee Wai Sze                                                         |
| 500 m na czas                   | Lee Wai Sze                                                                   | Guo Shuang                                                               | Hsiao Mei-yu                                                        |
| Wyścig punktowy                 | Liu Xin                                                                       | Jamie Wong                                                               | Chanpeng Nontasin                                                   |
| Wyścig na dochodzenie           | Jiang Fan                                                                     | Lee Min-hye                                                              | Wu Chaomei                                                          |